# Casa Lluís Marín Mir
La Casa Lluís Marín Mir és un edifici de la Ronda del Carril de la Garriga (Vallès Oriental) que forma part de l'Inventari del Patrimoni Arquitectònic de Catalunya.

## Descripció
Edifici civil, edificat sobre una lleugera pendent. Té una paret mitgera. Consta de planta baixa i dos pisos. Les obertures, rectangulars, estan emmarcades per una llinda de pedra. La coberta és a dues vessants. A la façana lateral hi ha una gran obertura rectangular que s'inicia en el primer pis i arriba gairebé fins al ràfec de coberta.